# Agapetus minutus
Agapetus minutus är en nattsländeart som beskrevs av Sibley 1926. Agapetus minutus ingår i släktet Agapetus och familjen stenhusnattsländor. Inga underarter finns listade i Catalogue of Life.